# Xestoblatta erythrina
Xestoblatta erythrina es una especie de cucaracha del género Xestoblatta, familia Ectobiidae.

## Distribución
Esta especie se encuentra en Brasil.